# Daniel Lacroix
Pour les articles homonymes, voir Lacroix.
Daniel Lacroix (né le 11 mars 1969 à Montréal, au Québec, au Canada) est un joueur de hockey sur glace professionnel et un entraineur québécois.
Il a été repêché par les Rangers de New York au 33e rang du repêchage d'entrée dans la LNH 1989. Il a joué dans la Ligue nationale de hockey à l'aile gauche durant 7 ans pour les Rangers de New York, les Bruins de Boston, les Flyers de Philadelphie, les Oilers d'Edmonton et les Islanders de New York.
Par la suite, il a été entraineur adjoint, puis entraineur en chef pour différents clubs, au Canada, aux États-Unis, en Lituanie et en Allemagne.

## Carrière
Daniel Lacroix a participé à un total de 188 matchs de la Ligue nationale de hockey pour les Rangers de New York, les Bruins de Boston, les Flyers de Philadelphie, les Oilers d'Edmonton et les Islanders de New York, enregistrant 11 buts et sept passes pour 18 points et 379 minutes de pénalité. En plus de jouer dans la Ligue nationale de hockey, il a passé huit saisons dans la Ligue américaine de hockey, trois saisons dans la Ligue internationale de hockey et quatre saisons dans la Ligue de hockey junior majeur du Québec. En 2000, il a remporté la Coupe Turner avec les Wolves de Chicago.
De 2002 à 2006, Lacroix a été entraîneur adjoint des Wildcats de Moncton. Pendant son passage dans l'équipe, les Wildcats ont atteint deux fois la finale de la Ligue de hockey junior majeur du Québec, dont une participation à la coupe Memorial en 2006. À mi-chemin de la saison 2004-2005, il a pris la relève comme entraîneur-chef intérimaire des Wildcats pour la deuxième moitié de la saison. De 2006 à 2009, il a été l'entraîneur adjoint des Islanders de New York. Le 5 août 2009, il a été nommé entraîneur adjoint des Bulldogs de Hamilton pour la saison 2009-2010. Lorsque Guy Boucher a été engagé comme entraîneur du Lightning de Tampa Bay, Lacroix l'a suivi à Tampa Bay. À partir de la saison 2013-14, il a été entraîneur adjoint des Rangers de New York.
Il a été engagé par les Canadiens de Montréal le 30 juillet 2014 en tant qu'entraîneur adjoint et a occupé ce poste jusqu'en 2018.
Le 18 octobre 2018, la Fédération lituanienne de hockey sur glace (en) l'a nommé entraîneur en chef de l'équipe nationale masculine avec un contrat d'un an.
En décembre 2019, il a été nommé entraîneur-chef des Wildcats de Moncton dans la Ligue de hockey junior majeur du Québec.
Le 21 janvier 2019, le club Kölner Haie du Championnat d'Allemagne de hockey sur glace a annoncé que Daniel Lacroix serait son entraîneur en chef pour le reste de la saison après le renvoi de Peter Draisaitl.